# 오마 곤잘러스
오마 알레한드로 곤잘러스(영어: Omar Alejandro Gonzalez, 스페인어: Omar Alejandro González 오마르 알레한드로 곤살레스[*], 1988년 10월 11일 ~)는 멕시코계 미국의 축구 선수로, 현재 메이저 리그 사커의 뉴잉글랜드 레벌루션와 미국 국가대표팀에서 활약하고 있다.

## 경력

### 대학교 축구
곤잘러스는 댈러스 텍사스 축구 클럽의 유소년팀에서 축구를 시작하였고, 메릴랜드 대학교에서 대학 축구를 하였었는데, 여기에서 2008년에 칼리지 컵 챔피언십 우승을 거두었고, NSCAA/아디다스 올아메리칸 1팀과 올-ACC의 1팀에 들었으며, 2학년에 재학중이었던 2007년에 ACC 올해의 수비수로 선정되었었다.

### 프로 경력
곤잘러스는 1차 2009년 MLS 슈퍼드래프트에서 3번째로 로스앤젤레스 갤럭시에 입단하게 되었다. 곤잘러스는 초반부터 갤럭시의 선발 라인업에 자주 들었고, 4월에는 첫 프로무대 득점을 기록하였으며, 2008년 하위권에 머물렀던 갤럭시가 꼴지를 탈출하도록 도우면서 메이저 리그 사커 올해의 루키로 선정되었고, 이 시즌에 MLS컵 2009에 진출하였으나, 레알 솔트레이크와의 경기에서 승부차기 끝에 패하였다.

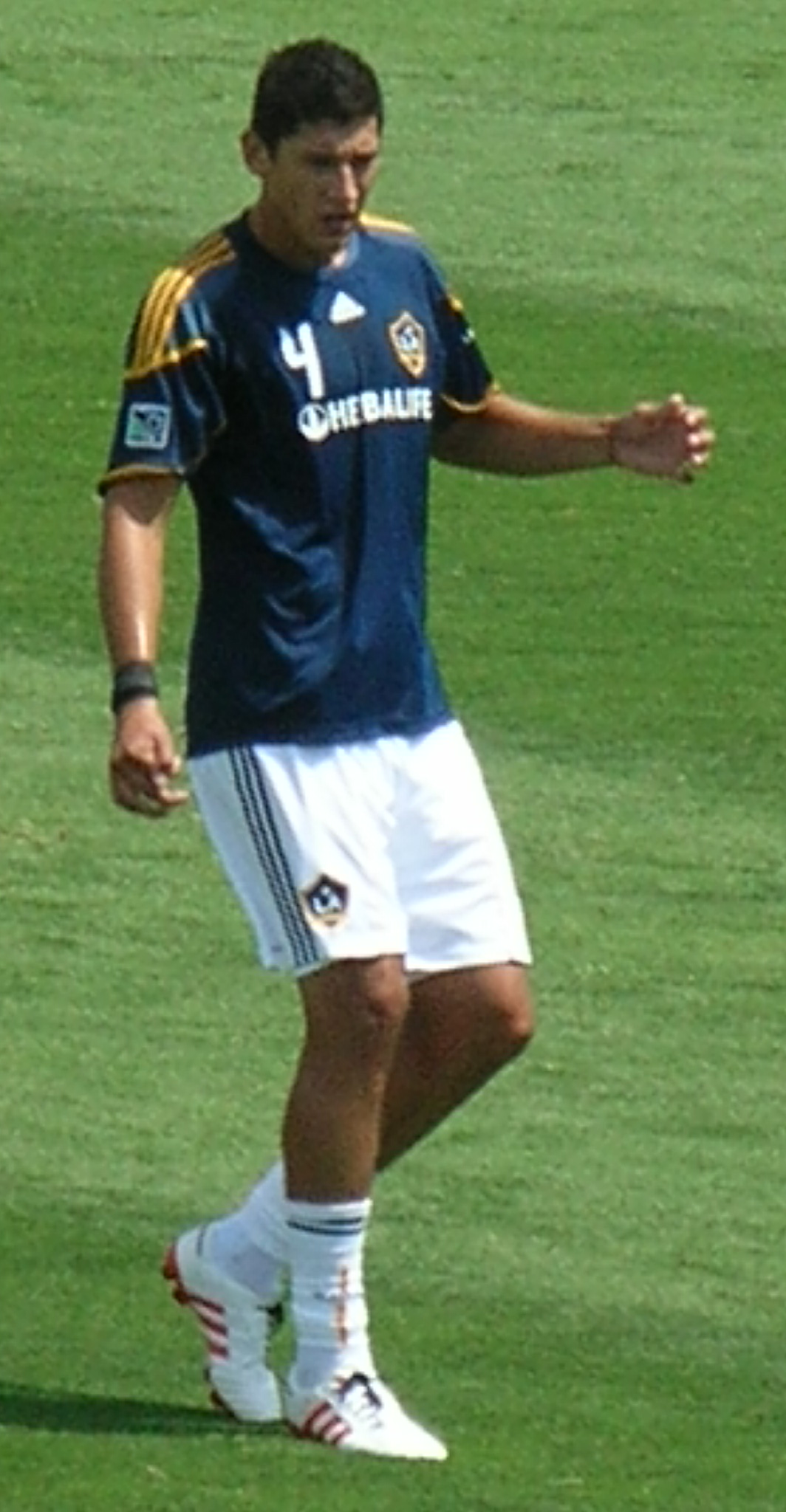
2010년 8월 21일, 산호세전의 오마르 곤잘러스

곤잘러스는 2010년에도 우수한 기량을 뽐냈다. 그는 갤럭시 소속으로 서포터스 실드를 2002년 이래 처음으로 우승하면서 MLS 베스트 XI 안에 들었고, 34경기에서 28골을 실점하는데 그쳐, 2010년 메이저 리그 사커 올스타 게임에 처음으로 선정되었다. 그러나, 갤럭시는 웨스턴 컨퍼런스 결승전에서 댈러스에게 홈에서 패하였다.
2011년, 전 대학교 팀동료였던 에이제이 데라가르자와 중앙 수비 듀오를 이루었고, 곤잘러스는 34경기에서 28실점만을 허용하며 갤럭시를 MLS 역사상 3번째로 우수한 수비로 만들었다. 서포터스 실드를 또다시 우승한 후, 갤럭시는 MLS컵 2011에서 휴스턴 다이너모를 꺾고 우승하였다. 곤잘러스는 올스타와 MLS 베스트 XI에 다시 들었다. 그는 공로로 메이저 리그 사커 올해의 수비수로 선정되었다.
2012년 1월, 곤잘러스는 2월 중순까지 분데스리가의 뉘른베르크로 임대되었었다. 새 클럽에서의 첫 훈련 세션에, 곤잘러스는 국가대표팀 동료 티모시 챈들러와의 충돌로 인대가 파열되는 부상을 당하였다. 그는 즉시 미국으로 돌아가 수술을 받았다. 2012년 시즌의 전반기를 통째로 결장했던 곤잘러스는 7월, 1-2로 패한 필라델피아 유니언과의 독립기념일 경기에 전반전만 출전하며 시즌 데뷔전을 가졌다. 곤잘러스는 2012년 MLS컵에서 갤럭시가 휴스턴 다이너모를 상대로 3-1로 이기는데 도우면서 맨 오브 더 매치로 선정되었다. 그는 60분에 헤딩골로 1-1 동점을 만들어냈다.

### 국가대표팀 경력
청소년 시절, 곤잘러스는 미국의 U-17 대표팀과 U-18 대표팀을 거쳤었다. 2005년, 그는 페루에서 열린 FIFA U-17 월드컵에 참가했었으며, 2007년에는 미국 U-18 국가대표팀 일원으로 팬아메리칸 게임에 참가하여, 2-4로 패한 볼리비아전에서 두 차례 득점하였다.
2009년 12월 22일, 곤잘러스는 미국 국가대표팀에 처음 차출되었다. 2010년 8월 10일, 그는 브라질과의 친선경기에서 선발로 출전하였다.
2013년 1월, 곤잘러스는 위르겐 클린스만 국가대표팀 감독의 부름을 받아 국가대표팀 훈련 캠프에 참가하였다. 1월 29일, 그는 캐나다와의 친선경기에서 선발로 출전하였다. 클린스만은 곤잘러스가 CONCACAF 월드컵 예선전 최종 라운드에 참가할 것임을 발표하였다. 2013년 2월 6일, 곤잘러스는 온두라스와의 월드컵 예선전에서 선발로 출전하였다; 이 예선전에 출전하면서, 곤잘러스는 멕시코 국가대표팀으로 출전할 자격을 상실하였고, 영구적으로 미국 국가대표팀에서 활약하게 되었다.
2013년 3월 26일, 곤잘러스는 0-0으로 비긴 엘 트리와의 멕시코 시 에스타디오 아스테카 원정에서 선발로 중앙 수비를 담당하였다. ESPN의 제프 칼리슬에 의하면 곤잘러스가 "확실히 이 경기의 맨 오브 더 매치"였다고 찬사를 보냈다.
곤잘러스는 2014년 FIFA 월드컵을 앞두고 위르겐 클린스만에 의해 23인 최종 엔트리에 들었고, 독일과의 조별 리그 최종전에서 선발로 출전하였다. 그는 이 경기에서 독일 선수의 크로스를 차단하고 대회 잔여 기간 동안의 주전 자리를 굳히는데 성공하였다는 예상이 나왔다.

## 개인사
그는 멕시코계 부모님을 두고 있으며, 곤잘러스는 멕시코와 미국의 이중 국적을 가지고 있다.

## 수상

### 미국
- CONCACAF 골드컵:
  - 우승: 2013

### 로스앤젤레스 갤럭시
- MLS컵 (2): 2011, 2012
- 서포터스실드 (2): 2010, 2011

### 메릴랜드 대학교
- NCAA 남자 1부 리그 축구 챔피언십 (1): 2008

### 개인
- MLS 올해의 루키: 2009
- MLS 올해의 수비수: 2011
- MLS 올해의 베스트 XI: 2010, 2011, 2013
- MLS컵 MVP: 2012

## 같이 보기
- 메이저 리그 사커 현역 선수 목록